# Andreu Bestard i Mas
Andreu Bestard i Mas (Santa Maria del Camí 1903-1992) va ser un pedagog, erudit i investigador de la història.

## Biografia
Son pare, Pere Bestard Canyelles era el propietari d'un negoci d'importació-exportació a Ponce (Puerto Rico). El seu oncle Andreu Bestard Canyelles l'any 1911 inaugurà la primera fàbrica d'electricitat de Santa Maria del Camí. Estudià magisteri a Palma. L'any 1932 va fer classes a Caimari. Exercí de mestre a Campanet durant dotze anys i a Santa Maria del Camí durant vint-i-vuit anys. Durant el temps que va ser batle de Santa Maria el seu germà Joan Bestard i Mas varen impulsar la creació de la Plaça Nova. Va ser regidor de Santa Maria del Camí del 1961 al 1966.

## Obra
Col·laborà a la revista "Cort" (1961-1966). Les seves col·laboracions en el "Butlletí de la Societat Arqueològica Lul·liana" tracten temes com les Germanies, la Casa de la Vila de Santa Maria del Camí, els bandejats i història local de Santa Maria, Valldemossa i Campanet. Cal destacar el seu treball sobre Bartomeu Pasqual i Arrom, autor d'unes Miscel·lànies. Col·laborà en el "Corpus de Toponímia de Mallorca" de Josep Mascaró Pasarius. A l'estil dels antics erudits va dur a terme una grans tasca de recollida de dades i transcripció de documents, centrada sobretot en la història local. Va utilitzar tècniques com la història oral i la fotografia, i s'ocupà dels glosats populars, la història de les cases, possessions i molins, la història familiar i el coneixement de l'evolució urbana.